# 黃鉛礦
黃鉛礦（英語：Lanarkite）是一種硫酸鹽礦物，化學式為Pb2(SO4)O。它最初是在蘇格蘭拉奈克郡的Leadhills發現的，並由此得名。它會形成白色或淺綠色的針狀單斜棱柱晶體，通常尺寸極小。它是方鉛礦的氧化產物。

## 外部連結
- Webmineral （页面存档备份，存于）
- Mindat （页面存档备份，存于）